# Postilla Amiatina
La Postilla Amiatina è un documento del 1087 che rappresenta una delle più importanti testimonianze del passaggio in Italia  dal latino al volgare. 
Il documento, consistente in un frammento di poche righe, è effettivamente una postilla a un atto notarile redatto da un tal notaio Rainerio nel 1087; la carta riporta la donazione dei coniugi Miciarello e Guadrada al monastero di Abbadia San Salvatore, sul Monte Amiata, da cui deriva la denominazione delle righe in esame. 
La rilevanza di questo testo è dovuta al fatto che costituisce una delle prime forme pervenute di espressione del volgare. Essa segnala come il latino, la lingua ufficiale, sia ormai diventato vincolante rispetto ad una "lingua del popolo". Il volgare non si distingue ancora dal latino, ma manifesta già una sua identità, che si nota dal suo utilizzo in un contesto che si sottrae dall'ambito formale del documento ufficiale.

## Postilla Amiatina
(Testo originale in volgare)
(Traduzione in italiano corrente)

## Osservazioni linguistiche
Dalla Postilla emerge un volgare con scarsa autonomia grafica. Il notaio utilizza scritture ancora di chiara derivazione latina ma che probabilmente avevano già la pronuncia del volgare: ad esempio est veniva pronunciato già è, caput-coctu diventava capucottu e qui si diceva chi. 
È da notare anche il finale in –u di coctu, ribottu, consiliu e corpu che rivela una conservazione ancora tipica dell'Amiata. Mal, li e corpu sono termini di natura volgare.

## Lessico e contenuto
L'espressione caput-coctu, tradotta Capocotto, ha il significato di “testa calda”, “ubriaco” o “innamorato” e sembra riferirsi a Miciarello. Da queste prime battute la postilla presenta subito un tono scherzoso e scanzonato che rivela una confidenza familiare del notaio. 
Il termine rebottu sembra derivare dal francese ribaut, quindi ribaldo, parola che indica il Malvagio, il Diavolo. L'intenzione viene definita dal notaio mal-consiliu, termine che richiama il diavolo, elemento estraneo al contesto, al fine di invalidare così il documento. Questa interpretazione viene però screditata dal fatto che l'esemplare custodito nell'abbazia è originale e difficilmente i monaci avrebbero potuto accettare una tale dichiarazione, non valida. Il notaio allude probabilmente a qualche colpa di cui Miciarello si era macchiato o ad un errore in cui era incorso durante la sua vita. Ma c'è anche un'altra interpretazione, che l'iscrizione testimoniasse una donazione effettuata da Miciarello, al fine appunto di espiare il peccato commesso. Si può ritenere anche che essa sia una clausola cautelativa destinata a garantire la restituzione di un qualche prestito, da annullarsi successivamente all'estinzione del debito.